# Elisabeth Rechlin
Elisabeth Rechlin (Bochum, 24 marzo 1930 – Hannover, 26 maggio 2021) è stata una pallanuotista tedesca.
Ha vinto una medaglia di bronzo ai Campionati europei di nuoto del 1954. Ha gareggiato alle Olimpiadi di Helsinki 1952 nei 100m, 400m e Staffetta 4×100m sl, classificandosi settima nella staffetta. Ha vinto quattro titoli nazionali nei 100m e 400m sl nel 1951 e nel 1952.
Era la moglie del pallanuotista olimpico Wilfried Bode.